# Polypedilum parvum
Polypedilum parvum är en tvåvingeart som beskrevs av Henry Keith Townes, Jr. 1945. Polypedilum parvum ingår i släktet Polypedilum och familjen fjädermyggor. Inga underarter finns listade i Catalogue of Life.